# Liste der denkmalgeschützten Objekte in Öblarn
Die Liste der denkmalgeschützten Objekte in Öblarn enthält die 8 denkmalgeschützten, unbeweglichen Objekte der Gemeinde Öblarn im steirischen Bezirk Liezen.

## Denkmäler
| Foto |                 | Denkmal                                                        | Standort                                               | Beschreibung | Metadaten |
| ---- | --------------- | -------------------------------------------------------------- | ------------------------------------------------------ | --- | --- |
| ja   | Datei hochladen | Ortskapelle, Trummer-Kapelle HERIS-ID: 82569 Objekt-ID: 96401  | Niederöblarn 20, in der Nähe Standort KG: Niederöblarn | | BDA-Hist.: Q38178848 Status: § 2a Stand der BDA-Liste: 2025-06-30 Name: Ortskapelle, Trummer-Kapelle GstNr.: .315                        |
| ja   | Datei hochladen | Kath. Pfarrkirche hl. Andreas HERIS-ID: 51992 Objekt-ID: 57848 | Öblarn Standort KG: Öblarn                             | → Hauptartikel : Pfarrkirche Öblarn f1 | BDA-Hist.: Q38048471 Status: § 2a Stand der BDA-Liste: 2025-06-30 Name: Kath. Pfarrkirche hl. Andreas GstNr.: .33 Pfarrkirche Öblarn     |
| ja   | Datei hochladen | Pfarrhof HERIS-ID: 88698 Objekt-ID: 103280                     | Öblarn 36 Standort KG: Öblarn                          | Das ursprüngliche Schulhaus wurde nach der Pfarrerhebung zum Pfarrhof umgebaut, 1962 erfolgte ein weiterer Umbau. Die Fensterkörbe im Obergeschoß sind mit 1796 datiert und stammen aus dem Rokoko. | BDA-Hist.: Q37727298 Status: § 2a Stand der BDA-Liste: 2025-06-30 Name: Pfarrhof GstNr.: .16/1                                           |
| ja   | Datei hochladen | Sog. Schlosserhaus HERIS-ID: 37354 Objekt-ID: 36468            | Öblarn 40 Standort KG: Öblarn                          | | BDA-Hist.: Q37975181 Status: Bescheid Stand der BDA-Liste: 2025-06-30 Name: Sog. Schlosserhaus GstNr.: .19                               |
| ja   | Datei hochladen | Gemeindeamt HERIS-ID: 88707 Objekt-ID: 103289                  | Öblarn 47 Standort KG: Öblarn                          | | BDA-Hist.: Q37727334 Status: § 2a Stand der BDA-Liste: 2025-06-30 Name: Gemeindeamt GstNr.: 286/1                                        |
| ja   | Datei hochladen | Sog. Buchsteinerhaus HERIS-ID: 37353 Objekt-ID: 36467          | Öblarn 50 Standort KG: Öblarn                          | | BDA-Hist.: Q37975170 Status: Bescheid Stand der BDA-Liste: 2025-06-30 Name: Sog. Buchsteinerhaus GstNr.: 285                             |
| ja   | Datei hochladen | Paula Grogger-Haus HERIS-ID: 45866 Objekt-ID: 47378            | Öblarn 95 Standort KG: Öblarn                          | Das Wohnhaus der Dichterin Paula Grogger ist heute ein ihr gewidmetes Museum. | BDA-Hist.: Q38017964 Status: Bescheid Stand der BDA-Liste: 2025-06-30 Name: Paula Grogger-Haus GstNr.: .14 Paula Grogger Museum (Öblarn) |
| ja   | Datei hochladen | Kriegerdenkmal HERIS-ID: 88697 Objekt-ID: 103279               | Öblarn 29, bei Standort KG: Öblarn                     | | BDA-Hist.: Q37727276 Status: § 2a Stand der BDA-Liste: 2025-06-30 Name: Kriegerdenkmal GstNr.: 479/1                                     |